# Honoré Vial

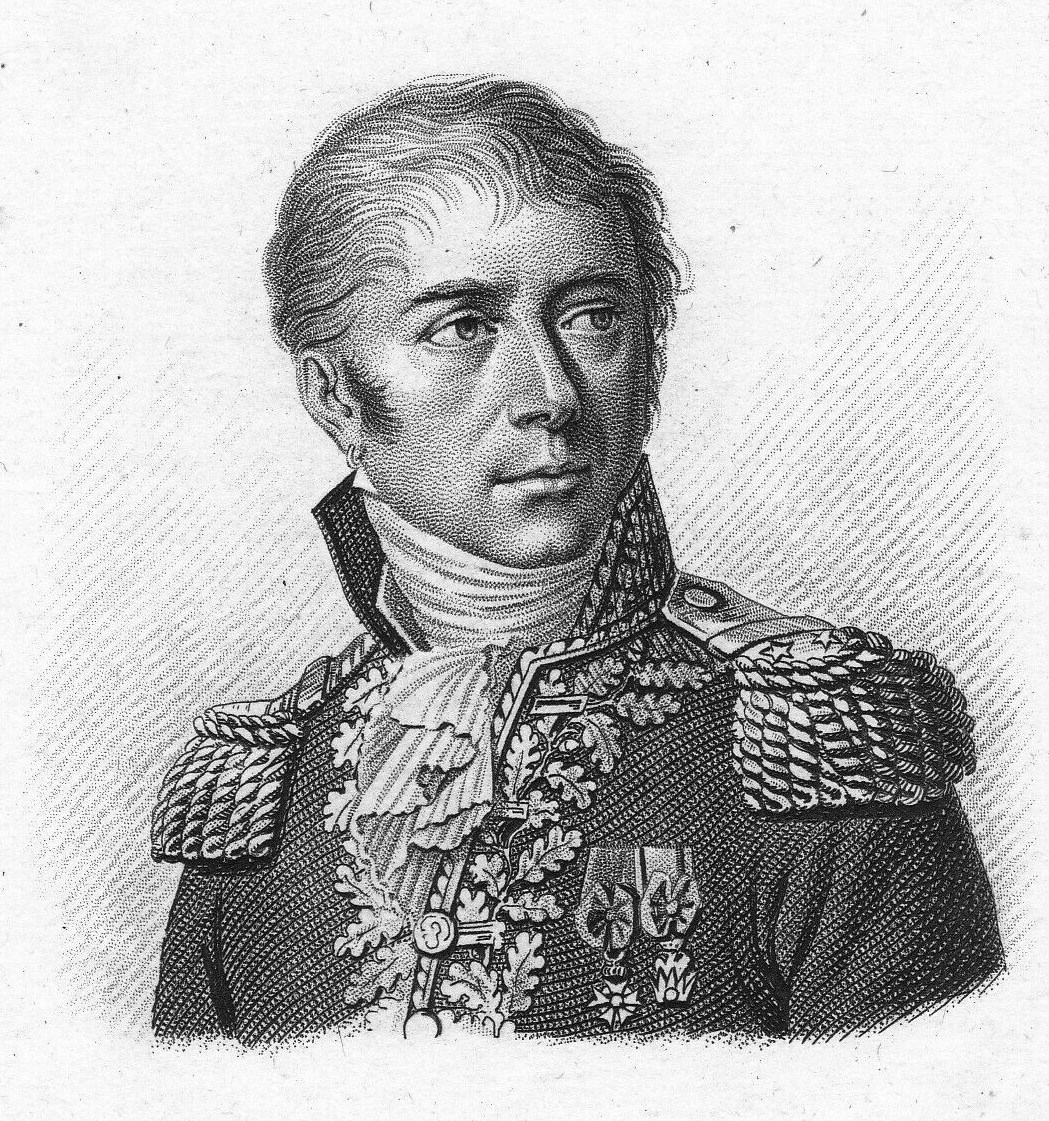
Honoré Vial

Honoré Vial (* 22. Februar 1766 in Antibes; † 18. Oktober 1813 bei Leipzig) war ein französischer Général de division der Infanterie.

## Leben
Vial entstammt einer Familie von Beamten und Offizieren; sein Vater war Verwaltungsbeamter, sein Bruder Jacques Vial war ebenfalls General. Colonel Sébastien Vial war sein Cousin.
Als Freiwilliger trat Vial am 5. Oktober 1788 in die Kriegsmarine ein und diente dort bis zum 12. April 1792. Er sah die Chancen auf eine Karriere bei der Infanterie schneller zu verwirklichen. Er half mit, Bastia zu verteidigen und im Rang eines Lieutenant kam er als Aide-de-camp zu General Jean-Pierre Maurice de Rochon.
Nach weiteren Beförderungen kam er zu General Antoine Guillaume Delmas. Vial kämpfte mit einem eigenen Kommando vor Rivoli (14./15. Januar 1797).
Vial meldete sich freiwillig, als Napoleon seine Invasion in Ägypten vorbereitete. Unter Führung von General Jacques-François Menou kämpfte er bei den Pyramiden (21. Juli 1798) und wurde bei Alexandria verwundet. Er nahm an der Belagerung von Akkon (März/Mai 1799) teil und konnte sich dort wiederum durch Tapferkeit auszeichnen.
Als Général de division nahm er an der Völkerschlacht bei Leipzig (16./19. Oktober 1813) teil. Er ist am 18. Oktober 1813 im Alter von 47 Jahren gefallen und fand am Rande des Schlachtfeldes seine letzte Ruhestätte.

## Ehrungen
- 1797: Chevalier der Ehrenlegion
- 1799: Commandeur der Ehrenlegion
- 1811: Baron de l’Émpire
- Sein Name findet sich am südlichen Pfeiler (27. Spalte) des Triumphbogens am Place Charles-de-Gaulle (Paris).